# Macchina di Marly

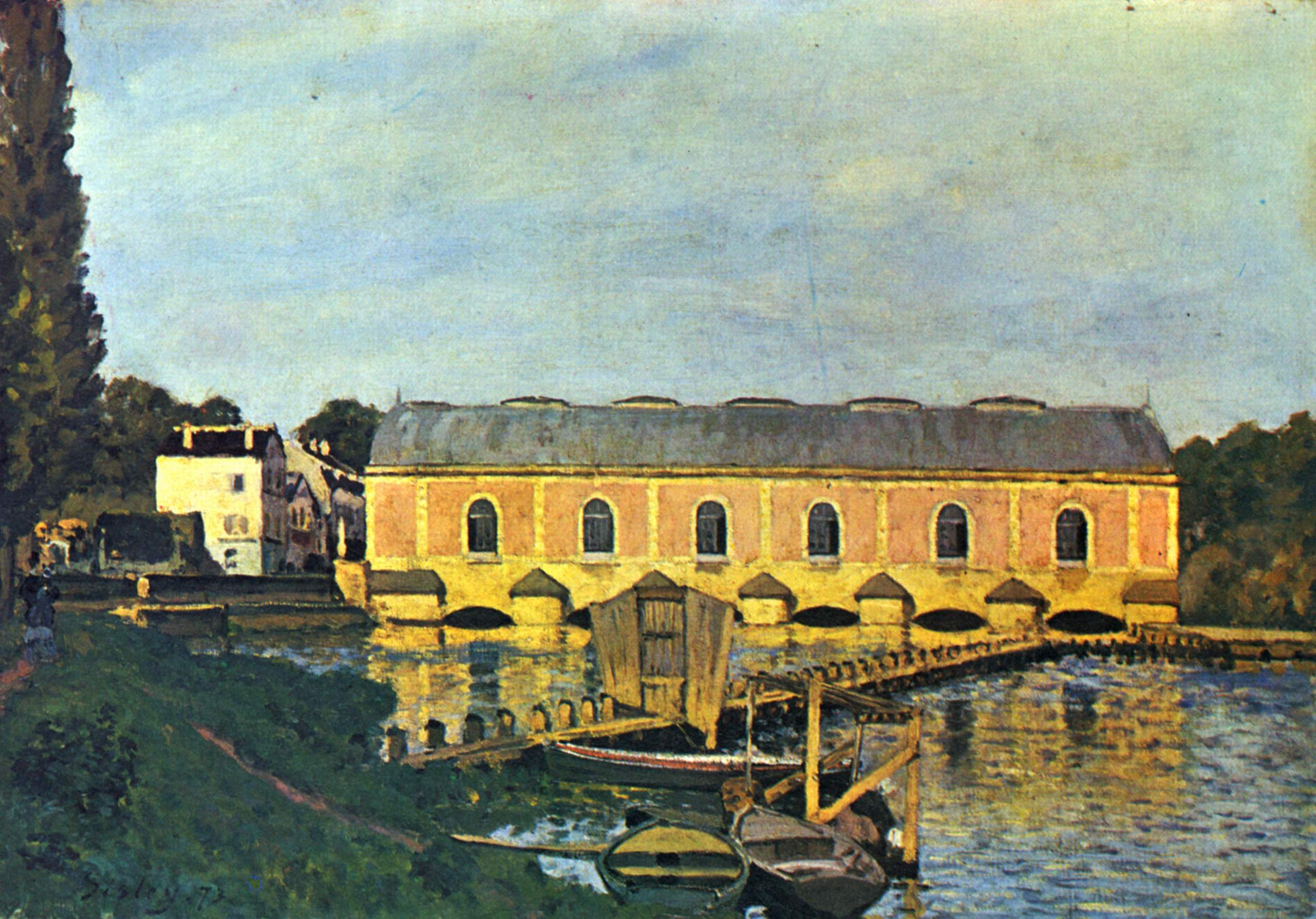
La macchina di Marly dipinta da Alfred Sisley

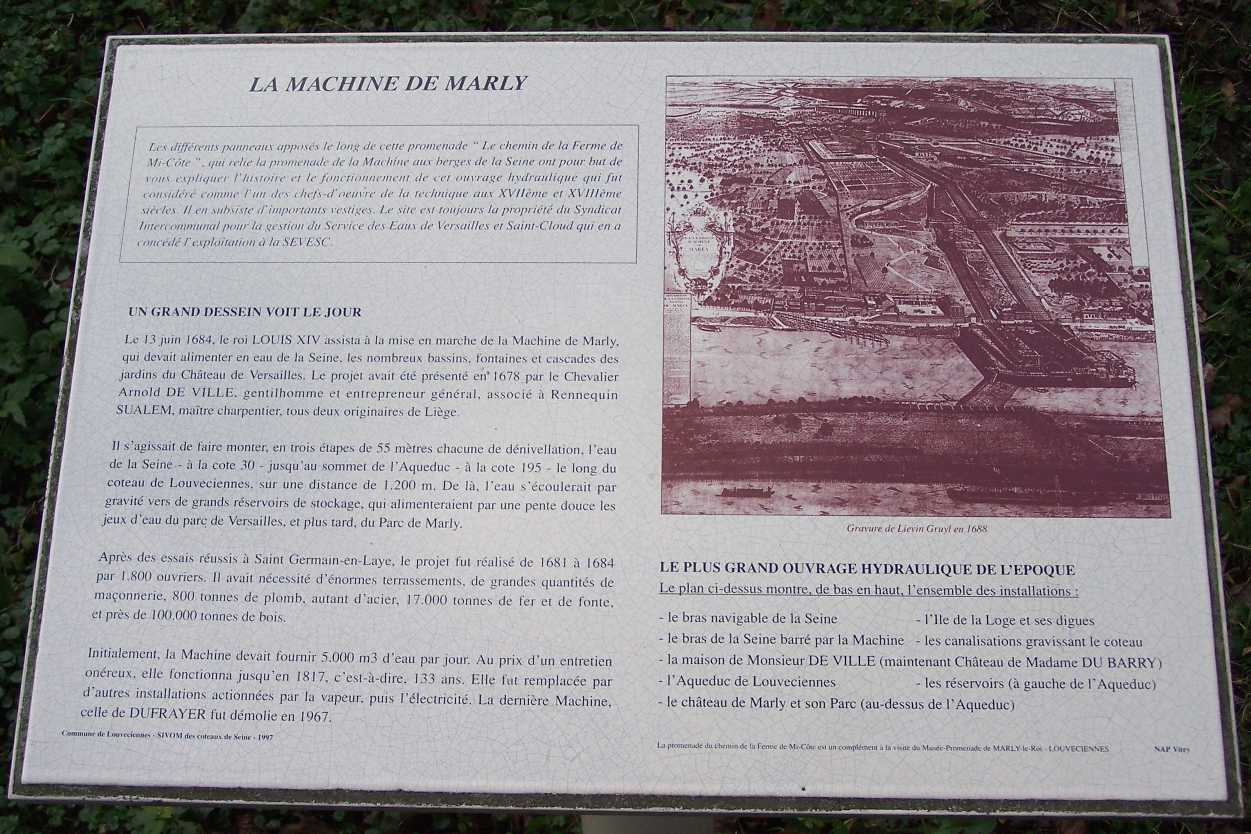
Cartello descrittivo della macchina di Marly a Louvenciennes

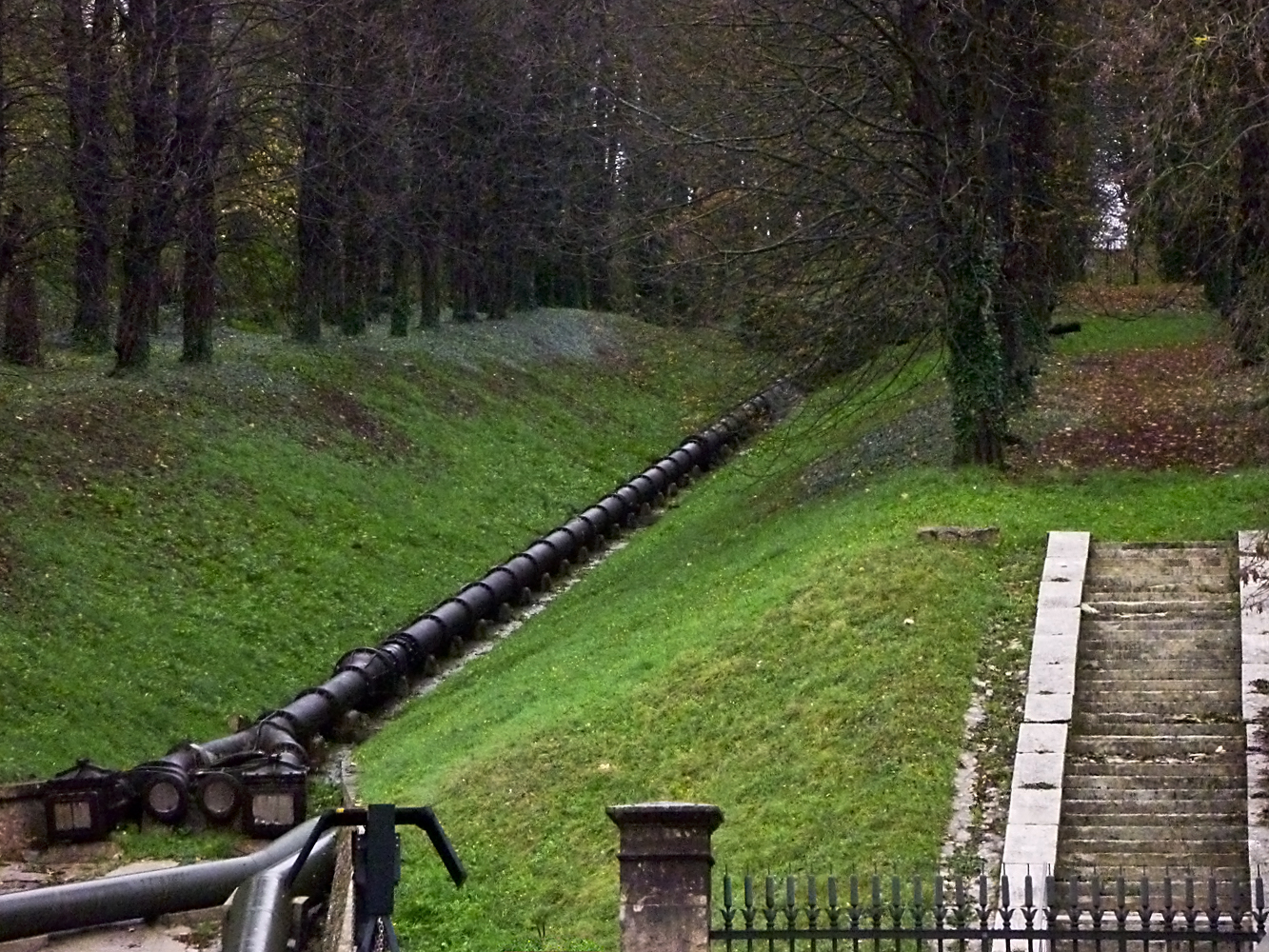
Condotto dell'acqua, resto della macchina

La macchina di Marly, situata nell'odierno comune di Bougival nel dipartimento di Yvelines, rappresenta il primo tratto di un sistema idraulico costruito per prelevare l'acqua dalla Senna e portarla alla Reggia di Versailles e al castello di Marly. Questa acqua era utilizzata soprattutto per alimentare le numerose fontane e giochi d'acqua della reggia.

## Storia
L'acqua veniva innalzata fino a 163 metri rispetto al punto di prelievo (livello della Senna) attraverso tre condotte successive, passando per due serbatoi intermedi ad altezze di 48 e 99 metri rispetto al punto di prelievo. La portata era compresa tra i 1500 e i 1800 m³/giorno. Le quattordici grandi ruote idrauliche della macchina, ciascuna con un diametro di 12 metri, mosse dalla corrente della Senna, azionavano dei pistoni che, come delle pompe, fornivano l'energia all'acqua. Queste pompe erano in totale 221 ed erano disposte lungo il pendio secondo questa modalità: 64 al livello del fiume, 79 al primo serbatoio e 78 al secondo.
Una tale realizzazione era eccezionale per l'epoca e aveva anche dei grossi limiti tecnici: infatti i pistoni non potevano reggere una pressione superiore ai 15 bar e per questo si ripartirono in tre successivi tratti ciascuno di 50 metri. La macchina era dotata di dispositivi per evitare che il ghiaccio o le sostanze galleggianti sull'acqua potessero danneggiare le pale o i meccanismi della macchina.
L'acqua effettuava la sua ultima salita nella "torre di levante" dell'acquedotto di Louveciennes, alta 23 metri, per poi percorrere 640 metri fino alla "torre di Jongleur", alta 12 metri, per riversarsi nel serbatoio di Marly, detto "della batteria", sulla collina del Cœur Volant, che dominava la Reggia di Versailles da 33 metri.
Questa grande opera fu costruita dal vallone Rennequin Sualem, originario dell'antico principato di Liegi, sotto la supervisione dell'ingegnere capo del progetto, nonché ideatore, Arnold de Ville, anche lui di origine vallone. Il cantiere cominciò nel 1681 e terminò il 16 giugno del 1684. Il de Ville propose all'allora re Luigi XIV tale soluzione per portare sufficiente acqua alla Reggia di Versailles e il sovrano accettò entusiasta. La macchina fu inaugurata dallo stesso re. Tuttavia era rumorosa e di gestione economicamente onerosa; essendo costituita essenzialmente da legno andò deteriorandosi. Dopo che da vari anni si era smesso di manutenerla, si procedette a smontarla definitivamente nel 1817.
A questo punto la macchina fu rimpiazzata da una macchina a vapore costruita da Cécile e Martin, che tuttavia continuava ad avere costi troppo alti e fu così che nel 1859 si realizzò una terza macchina idraulica, che sarebbe rimasta in funzione fino al 1968, quando il crescente bisogno di acqua richiese la definitiva sostituzione della macchina con una serie di potenti pompe elettriche.